# All My Loving/恋人
『All My Loving／恋人』（オールマイラビング／こいびと）は、福山雅治8枚目のシングル。1993年9月29日に発売された。発売元はBMGビクター（現・Ariola Japan）。

## 解説
前作「MELODY/BABY BABY」からおよそ4ヶ月ぶりとなるシングルで、自身3作目となる両A面シングル。
オリコンシングルチャートはそれまでの自己最高となる2位を記録する。

## 収録曲
1. All My Loving
（作詞・作曲：福山雅治 / 編曲：小原礼）
Panasonic CDラジオカセット「RX-DT75（マジカルコブラトップ）」CMソング。
タイトルはビートルズの「All My Loving」から拝借している[1]。
小原礼とはじめてセッションした曲であり、福山は緊張したという[2]。
世の中にあまりないモータウン系のリズムでいこうとなり、うまくいったのでシングルになった[2]。
2. 恋人
（作詞・作曲：福山雅治 / 編曲：佐橋佳幸）
Panasonic コンポ「SC-CH505<レスティ>」CMソング。
1992年に発売されたシングル「約束の丘」を制作していた頃にサビ部分は出来ていた[2]。
しかし、発売直前になってAメロのメロディーが他の人の曲にそっくりだということをスタッフから指摘され、急遽CD工場のプレス作業を中断して歌詞とコード進行はそのままにメロディーだけを変え、歌入れをやり直す作業を行ったと語っている[3]。
3. All My Loving Original Karaoke
4. 恋人 Original Karaoke

## ミュージシャン
| All My Loving - Drums:HIDEO YAMAKI - Bass:RAY OHARA - Guitars:SHIGERU SUZUKI - Piano & Hammond:MOTOHIRO TOMITA - Keyboards:SHOHEI NARABE - Trumpet:TOSHIO ARAKI - Trombone:YOICHI MURATA - Tenor Sax:TAKUO YAMAMOTO - Computer & Synthesizer Programming:YASUO KIMOTO / TOMOYUKI KONISHI - Backing Vocals:AMII OZAKI / YUIKO TSUBOKURA | 恋人 - Drums:YUTAKA ODAWARA - Bass:NORIYUKI TAKAHASHI - Guitars & Auto harp:YOSHIYUKI SAHASHI - Keyboards & Glocken:YUTA SAITO - Percussions:TAKURO KONNO / MARIE OISHI - Computer & Synthesizer Programming:MITSUJI HORIKAWA - Backing Vocals:KAZUHITO MURATA / HIROSHI MUKAI / YOSHIYUKI SAHASHI |

## 収録アルバム
All My Loving
- Calling
- M-COLLECTION 風をさがしてる
- THE BEST BANG!!

恋人
- Calling
- M-COLLECTION 風をさがしてる
- MAGNUM COLLECTION 1999 "Dear"
- fukuyama masaharu MAGNUM COLLECTION "SLOW" (new mix)
- Fukuyama Masaharu ANOTHER WORKS remixed by Piston Nishizawa (ピストン西沢によるremix)
- THE BEST BANG!!
- 福の音 (LIVE Version)

## カバー作品
All My Loving
- 黎明（レオン・ライ） - （1994年、「陽光」というタイトルでカバー。）

恋人
- 鄭伊健（イーキン・チェン） - （1994年、「感激我遇見」というタイトルでカバー。）